# Fakultet (matematik)
 For alternative betydninger, se Fakultet. (Se også artikler, som begynder med Fakultet)
Fakultet er i matematikken, produktet af en talrække af de positive hele tal fra 1 til og med tallet selv.
Fakultet-funktionen angives med et udråbstegn efter tallet, f.eks. 5!.
Et tal som er resultatet af en fakultet-funktion kaldes et fakultetstal.
Fakultetformel:
{\displaystyle n!=n\cdot (n-1)\cdot (n-2)\cdot (n-3)...\cdot 1\,} for {\displaystyle n\geq 1}
{\displaystyle 0!=1}
Fakultet beskrives ofte rekursivt:
{\displaystyle n!=n\cdot (n-1)!} for {\displaystyle n\geq 1}
{\displaystyle 0!=1}
Opfattet som en funktion er fakultet kun defineret for ikkenegative hele tal, men Bohr og Mollerup viste at der kun er én naturlig udvidelse til en større definitionsmængde, nemlig Gammafunktionen, der havde været kendt siden 1700-tallet. Generelt kan fakultetfunktionen altså opskrives ved det uegentlige integral:
{\displaystyle n!=\Gamma (n+1)=\int _{0}^{\infty }x^{n}e^{-x}dx}.
Når n er stor, kan n! approksimeres ganske præcist med hvad, der kaldes Stirlings approksimation:
{\displaystyle n!\sim {\sqrt {2\pi }}n^{n+{\frac {1}{2}}}e^{-n}}.
Stirlings approksimation har størst anvendelse på formen:
{\displaystyle \ln(n!)=n\ln(n)-n}.

## Eksempel
Fem fakultet (eller 5!) er 5 gange 4 gange 3 gange 2 gange 1, hvilket giver resultatet (fakultetstallet) 120.
{\displaystyle 5!=5\cdot 4\cdot 3\cdot 2\cdot 1=120}

## Ekstern henvisning
- Faktorial Regnemaskine Arkiveret 24. november 2014 hos  Wayback Machine fra 0! til 200 000!
- Om n!-notationen Arkiveret 23. november 2006 hos  Wayback Machine (på engelsk, fransk og tjekkisk)